# Сімон Барб'є
Сімон Барб'є (фр. Simone Barbier; нар. 19 січня 1903) — колишня французька тенісистка.
Найвищим досягненням на турнірах Великого шолома був фінал в парному розряді.

## Фінали турнірів Великого шолома

### Парний розряд: (1 поразка)
| Результат | Рік  | Турнір            | Покриття | Партнерка    | Суперниці                 | Рахунок  |
| --------- | ---- | ----------------- | -------- | ------------ | ------------------------- | -------- |
| Поразка   | 1930 | Чемпіонат Франції | Ґрунт    | Сімонн Матьє | Елізабет Раян Гелен Віллс | 3–6, 1–6 |